# Adam Marjam
Adam Marjam (23 settembre 1957) è un ex calciatore kuwaitiano, di ruolo portiere.

## Carriera

### Nazionale
Con la nazionale kuwaitiana ha vinto la Coppa d'Asia 1980 ed ha partecipato ai Mondiali del 1982.